# Buckila församling
Buckila församling eller Pukkila församling (finska: Pukkilan seurakunta) är en evangelisk-luthersk församling i Buckila kommun i Finland. Församlingen tillhör Borgå prosteri och Helsingfors stift inom Evangelisk-lutherska kyrkan i Finland. Buckila församlings kyrkoherde är Hannu Tiainen. År 2018 hade församlingen 1 373 medlemmar. Församlingens verksamhet sker i huvudsakligen på finska.
Församlingen grundades som en kapellförsamling under Borgå år 1640. År 1896 blev församlingen självständig. Församlingens huvudkyrka är Buckila kyrka och i kyrkan finns även ett litet museum.